# Runaway Mine Train (Six Flags Over Texas)
Runaway Mine Train (eerder Run-A-Way Mine Train en Mine Train) is een hybride mijntreinachtbaan in attractiepark Six Flags Over Texas in Arlington, Texas.

## Algemene informatie
Mine Train was de eerste achtbaan met ronde metalen rails die Arrow Dynamics gebouwd heeft. De Mine Train is ook de oudste achtbaan in Six Flags Over Texas. In september 2006 kreeg de Mine Train de prijs voor beste achtbaan opgegaan in landschap van de American Coaster Enthusiasts.

## De rit
Mine Train heeft drie optakelingen. De eerste en de hoogste gaat 11 meter hoog. Na deze optakeling volgt een gedeelte van het parcours. De tweede optakeling is gehuisvest in een klein gebouw met Wilde Westenthematisering. De derde afdaling is sinds 1974 overdekt en heet 'Ace Hotel and Saloon'.
Huidig:
Aquaman: Power Wave ·
Batman The Ride ·
Joker ·
Judge Roy Scream ·
Mini Mine Train ·
Mr. Freeze ·
New Texas Giant ·
Pandemonium ·
Runaway Mine Train ·
Runaway Mountain ·
Shock Wave ·
Titan  ·
Wile E. Coyote's Grand Canyon Blaster
Verdwenen:
Big Bend · 
Cucaracha ·
Flashback! ·
La Vibora